# Jernej Lampret
Jernej Lampret, slovenski učitelj in politik, * 14. julij 1948.
Od leta 1994 do ?? je bil župan Občine Ivančna Gorica in od leta 2007 član Državnega sveta Republike Slovenije. Bil je dolgoletni predsednik oz. organizator vsakoletnega srečanja pevskih zborov v Šentvidu pri Stični. 